# VC Muldental Grimma
Der VC Muldental Grimma war ein Volleyballverein aus der sächsischen Stadt Grimma. Er entstand 2004 durch die Ausgliederung der Frauen-Volleyballabteilung des Hohnstädter SV. Nach dem Abstieg aus der Bundesliga im Jahr 2006 musste der Verein Insolvenz anmelden und wurde aufgelöst.

## Geschichte
Während der Saison 2003/04 wurde im Jahr 2004 der VC Muldental Grimma gegründet und die Frauen-Volleyballabteilung des Hohnstädter SV, welche unter dem Namen „HSV Sachsen Grimma“ antrat, wechselte geschlossen zum neuen Verein. Das Ziel des Vereinswechsels war es, die übrigen Abteilungen des Hohnstädter SV keinem finanziellen Risiko auszusetzen. Die Saison 2003/04 beendete die Mannschaft mit der Vizemeisterschaft hinter dem 1. VC Wiesbaden. In der darauffolgenden Saison sicherte sich die Mannschaft aus Grimma mit nur einer Niederlage in 22 Spielen vor dem VfL Nürnberg die Meisterschaft in der 2. Bundesliga Süd und stieg gemeinsam mit dem Köpenicker SC, dem Meister der Nord-Staffel, in die Volleyball-Bundesliga auf.
In der Hauptrunde der Saison 2005/06 konnte die Mannschaft aus Grimma nur ein Spiel gewinnen, und zwar das letzte Hauptrundenspiel am 1. April 2006. Nach 102 Minuten konnte sich die Grimmaer Mannschaft an diesem Tag in der Muldentalhalle mit 3:2 gegen den Mitaufsteiger Köpenicker SC durchsetzen. Damit beendeten sie die Hauptrunde auf dem 11. und letzten Platz. In der Playdown-Runde gelang den Grimmaer Frauen am 30. April 2006 erneut ein 3:2-Heimsieg gegen den Köpenicker SC. Dagegen verloren sie alle anderen Spiele in der Playdown-Runde und mussten als Tabellenletzter aus der Volleyball-Bundesliga absteigen. In Folge des Abstiegs kam der VC Muldental Grimma in finanzielle Schwierigkeiten und musste in der Folge Insolvenz anmelden. Kurze Zeit später wurde der Verein aufgelöst.

## Erfolge
- 2004: Vizemeisterschaft in der 2. Bundesliga Süd
- 2005: Meisterschaft in der 2. Bundesliga Süd

## Nachfolge
In Folge der Insolvenz des Vereins wurde am 12. Juni 2006 der VV Grimma gegründet, um die erfolgreiche Jugendarbeit nicht zu gefährden. Zudem wollte man so sicherstellen, dass weiterhin überregionaler Volleyball in Grimma gespielt werden konnte. Die Möglichkeit des Wechsels in den neuen Verein wurde von vielen Mitgliedern des VC Muldental Grimma wahrgenommen, sodass der VV Grimma von der Volleyball-Bundesliga das Startrecht vom VC Muldental Grimma in der 2. Bundesliga übertragen bekam.